# Teafuanonu

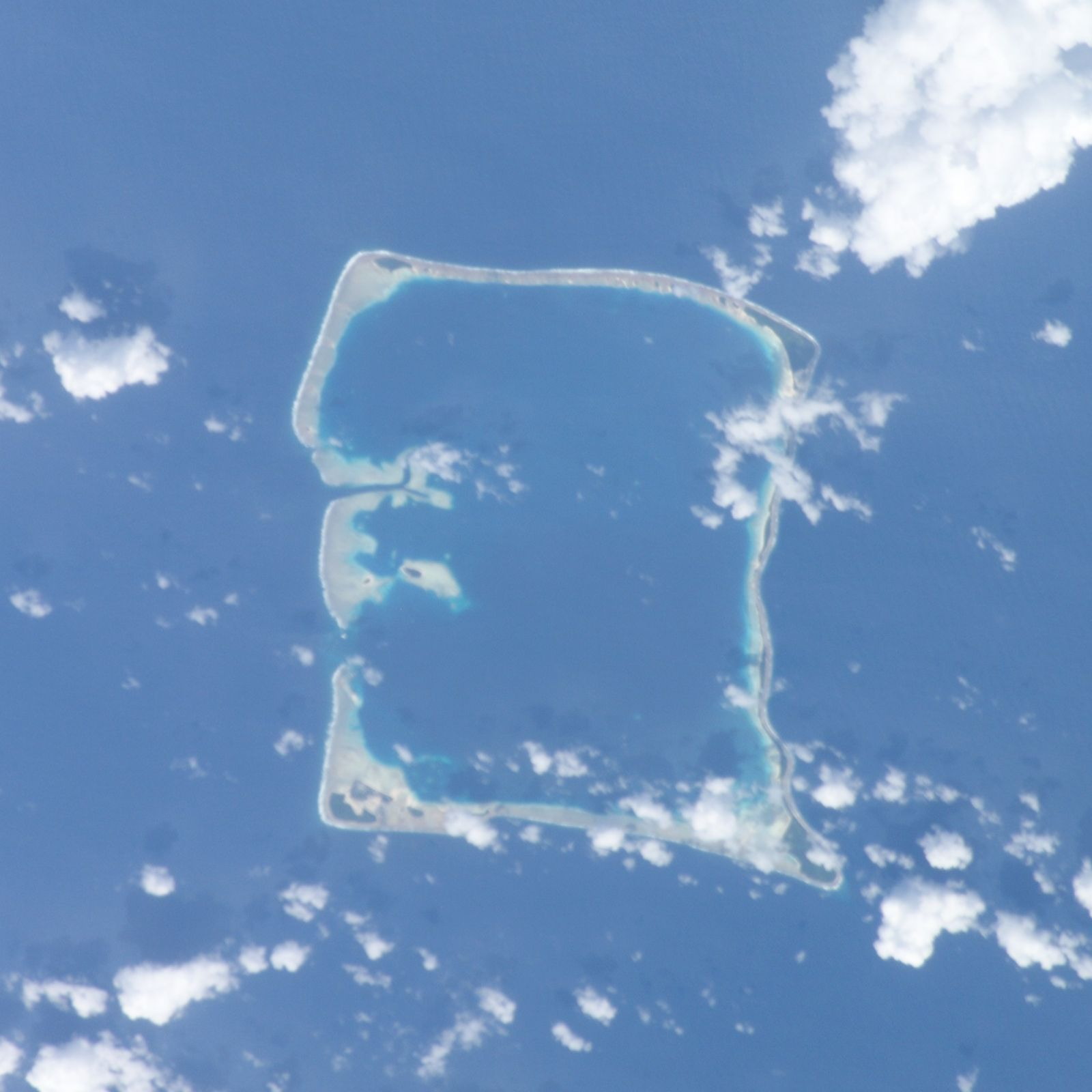
Imagem de satélite do Atol Nukufetau

Teafuanonu é um ilhéu do atol de Nukufetau, do país de Tuvalu.